# Křižák keřový
Křižák keřový (Larinioides patagiatus) je pavouk z čeledi křižákovití (Araneidae) a rodu Larinioides.

## Výskyt
Je druhem holarktické oblasti, přičemž areál výskytu zasahuje i do severní Afriky. V Česku se vyskytuje v rámci celého území, nicméně jde o druh nepříliš hojný, jehož populace jsou situovány pouze do vhodných lokalit. Žije především v nižších stanovištích, vzácně v horských oblastech. Pavouka lze objevit na loukách s keři, na bylinách v blízkosti vodních ploch a na mostech. Ve srovnání s většinou ostatních druhů křižáků z rodu Larinioides na českém území není vázán na mokřadní stanoviště. Dospělce lze v přírodě najít prakticky celoročně, zejména ale od května do října. Pavučinu si tento druh staví asi 1 až 2 metry nad zemí, nejčastěji mezi bylinnou vegetací a na keřích. Síť je velká, kolová, nepříliš pevná, s výrazným signálním vláknem. Pavouk do ní loví primárně létavý hmyz.

## Popis
Samice dosahuje velikosti 9–11 mm, samec je o něco menší, asi 7 mm dlouhý. Hlavohruď má jednobarevné rezavé až hnědé zbarvení, porůstají ji chloupky. Zadeček je vejčitého tvaru, má zbarvení červenohnědé až hnědočerné, vepředu s klínovitou kresbou. Obruba má tvar písmene V. Laločnatá skvrna uprostřed zadečku, folium, je poměrně výrazná a vyčleněná jemným bělavým vlnkováním. Samci mají folium tmavší a jen v zadní části zadečku. Končetiny jsou příčně kroužkované, často s narezavělými až rudými stehny.
Od ostatních křižáků z rodu Larinioides lze druh odlišit načervenalým zbarvením a jednobarevnou hlavohrudí. Podobné druhy křižák rákosní (Larinioides cornutus) a křižák plachý (Larinioides suspicax) se odlišují absencí tmavého kroužku na tibii a metatarzu 4. páru končetin. Spolehlivou identifikaci lze provést na základě vzhledu kopulačních orgánů.